# Estefanía Chávez Barragán
Estefanía Chávez Barragán (Laredo, Texas, 26 de diciembre de 1932 - Ciudad de México, 11 de enero de 2020) fue una arquitecta mexicana, doctora en urbanismo, profesora Emérita de la Universidad Nacional Autónoma de México (UNAM) -donde fundó la carrera de Urbanismo-, y activista gremial. Es considerada también como pionera en la incorporación de la perspectiva de género en la problemática de las ciudades y en su enseñanza.

## Formación
Estefanía Chávez creció en la parte baja del Río Bravo en los campamentos donde su padre -el Ing. topógrafo y secretario de estado-, Eduardo Chávez Ramírez, cumplía los encargos del presidente Lázaro Cárdenas, de la construcción de bordos contenedores en la frontera de México con Estados Unidos y el establecimiento de un sistema de riego. En este contexto, desde su tierna infancia, se fue interesando en la planificación urbana al ver cómo un proyecto de esta escala puede transformar la calidad de vida de la gente. Su hermana, Margarita Chávez Barragán, también se dedicó a la arquitectura.
Ya más grande, hizo sus estudios en educación media y media superior en la Ciudad de México. Realizó el bachillerato en el Plantel 1 “Gabino Barreda” de la Escuela Nacional Preparatoria. Después de sopesar su interés en ser ingeniera y los contras al género femenino de la época, decidió entrar a la carrera de Arquitectura en la Escuela Nacional de Arquitectura de la UNAM, titulándose en 1954. Más tarde, obtuvo el grado de maestra en Arquitectura con especialidad en Urbanismo en 1990 y doctora en Urbanismo en 2009, ambos grados con mención honorífica.

## Vida académica
En 1959, en la mencionada Escuela Nacional de Arquitectura, comenzó su trabajo docente siendo profesora adjunta del maestro Domingo García Ramos, junto con quien promovió la creación de la licenciatura de Urbanismo con un enfoque humanista. En 1984, finalmente, fundó esta licenciatura y la coordinó durante 9 años.

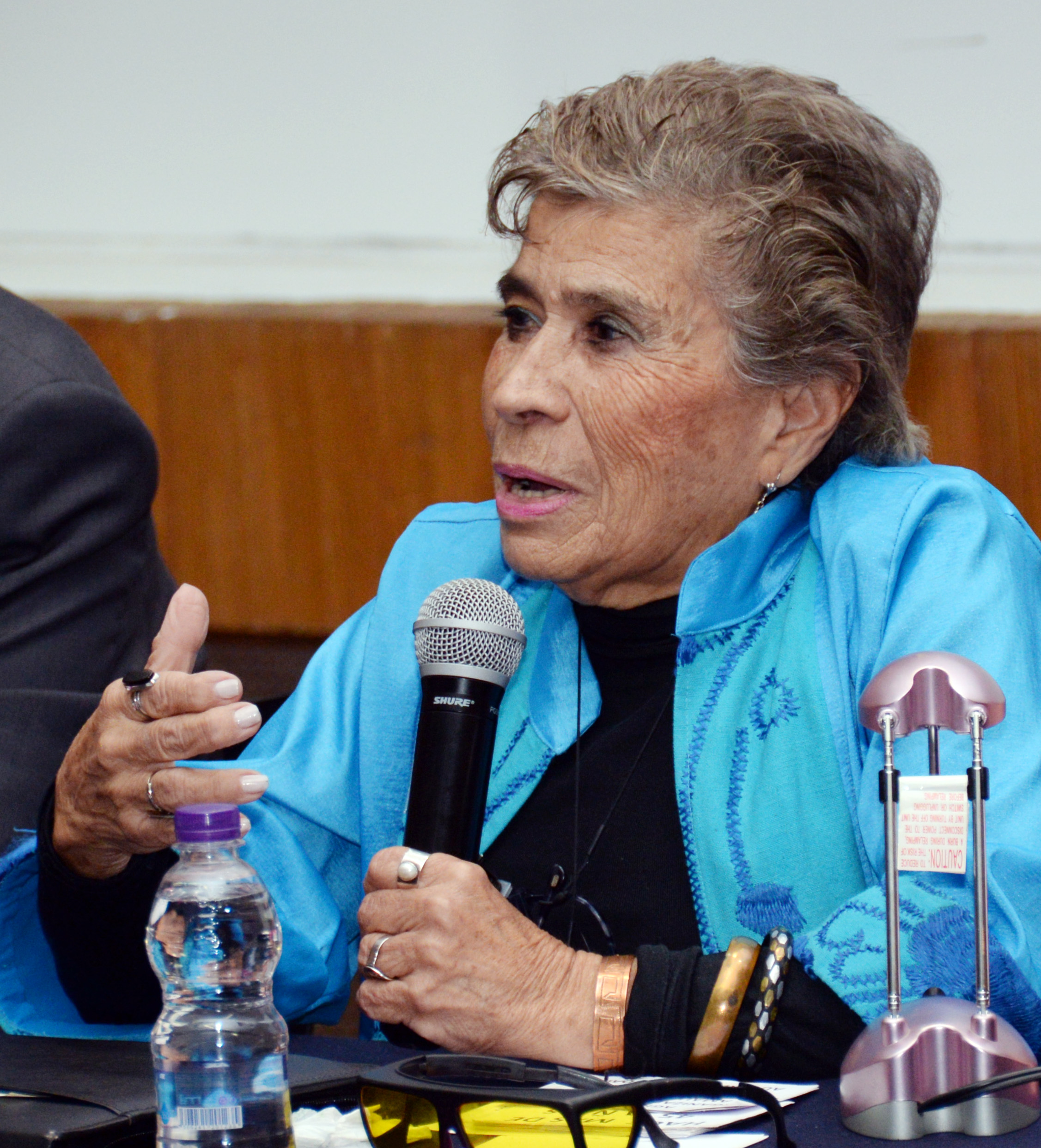
Dra. Estefanía Chávez Barragán en el 2° Seminario de la Asociación Mexicana de Arquitectas y Urbanistas (AMAU) "Diseño con equidad de género", realizado con la Facultad de Arquitectura de la UNAM en noviembre de 2014.

Fue profesora titular "C" de Tiempo completo desde 1993 y fue parte del Programa Primas al Desempeño del Personal Académico de Tiempo Completo nivel "D".
Además de su extensa trayectoria académica impartió más de 48 asignaturas en la ahora Facultad de Arquitectura (FA) de la UNAM y más de 100 cursos de licenciatura y posgrado en su alma mater como en otras universidades mexicanas y de Latinoamérica. Organizó los primeros cursos de posgraduados e investigadores, previos a la organización del posgrado de esta Facultad.
Fundó y fue jefa del Departamento de Enlace y Cultura de ésta; fue secretaria del Departamento de Urbanismo (ahora Área Urbano-Ambiental); miembro de la Comisión de Honor del Seminario de Profesores de Urbanismo; y fue promotora del doctorado y maestría en Urbanismo, siendo alumna de la primera generación de esta maestría.
Introdujo los temas de sustentabilidad, participación ciudadana y género en los planes de estudios de la carrera de urbanismo al impulsar la creación de asignaturas donde se revisaban estos temas.
En 2015, con la aprobación del Consejo Técnico de la FA, dirigió la Cátedra Especial Enrique del Moral -de duración de un año- creada específicamente para producir material didáctico para la licenciatura de urbanismo.
Fue una docente destacada con seis décadas dedicadas a la docencia en la Facultad de Arquitectura de la UNAM, formando generaciones de arquitectos y arquitectas y durante los últimos treinta y cuatro años a las generaciones de urbanistas, carrera que impulsó, coordinó y en la que impartió las clases de Arqueología del Hábitat I y II y Multiculturalidad y Género hasta noviembre de 2019, siendo distinguida con el reconocimiento al Mérito Universitario por 60 años de docencia.

## Trayectoria profesional
Convencida de que el vínculo entre los asentamientos humanos y las mujeres es muy estrecho, impulsó la búsqueda de soluciones de planificación urbana en las que se tome en cuenta la perspectiva de género. Desde la década de 1960 ya señalaba esta necesidad de incorporar la visión de las mujeres en la concepción, diseño y materialización de espacios urbanos humanizados.
Fue presidenta de la Sociedad Mexicana de Planificación (1968-1976), participó en la Conferencia de Naciones Unidas sobre el Medio Ambiente Humano, realizada en Estocolmo, Suecia, en los grupos que le hacían ver al mundo la importancia de frenar el deterioro ambiental. En 1976 promovió la Ley General de Asentamientos Humanos y llevó a Vancouver, Canadá, a un grupo no gubernamental formado por arquitectos interesados en el campo del urbanismo.
En 1969 fundó, junto con algunas compañeras de la carrera, la Asociación Mexicana de Arquitectas y Urbanistas, A.C. (AMAU), grupo que promueve las opiniones y teorías planteadas por las mujeres profesionales de la arquitectura y el urbanismo, con perspectiva multicultural y de género; impulsa su desarrollo profesional y promueve que estén en la toma de decisiones.
De 1995 a 1997 promovió y tuvo a su cargo el proyecto El Hábitat y la UNAM, establecido por la FA y el Programa Universitario de Estudios de la Ciudad y, en representación de la UNAM fue al foro Hábitat II ONU 1996 en Estambul, Turquía.
Otros de sus trabajos de investigación, abordan estudios para instrumentar los Programas Participativos Integrales Sustentables de Acción Inmediata (PPISAI) con perspectiva de género.
Dentro de su vida política, fue delegada en Xochimilco, nombramiento hecho por el Ing. Cuauhtémoc Cárdenas Solórzano, quien fungía como el 1er Jefe de Gobierno del entonces Distrito Federal (1997-1999), cabe destacar que en esa época, ninguna otra persona terminó su periodo en tiempo. Fue también asesora de presidentes, gobernadores y jefes de gobierno.
Fue Vicepresidenta de la Asociación Internacional de Urbanistas, ISOCARP por sus siglas en inglés.

## Distinciones
Por su trayectoria académica, Estefanía Chávez fue motivo de los siguientes reconocimientos:  
- 2006. Medalla Sor Juana Inés de la Cruz que otorga la UNAM a sus académicas distinguidas en el Día Internacional de la Mujer.
- 2013. Obtuvo el Premio Universidad Nacional en el área de Docencia en humanidades.
- 2016. En el Encuentro Iberoamericano de Mujeres Ingenieras Arquitectas y Agrimensoras (EIMIAA), realizado ese año en  Ecuador, se le nombró como "Mujer distinguida de Iberoamérica"[3] por su trayectoria profesional.
- 2018. Obtuvo la distinción de profesora Emérita de su alma mater, siendo la primera mujer en obtener este grado en la Facultad de Arquitectura.[8]
- 2019. Nombrada como socia Decana del Colegio de Arquitectos de la Ciudad de México y la Sociedad de Arquitectos de México (CAM-SAM), del cual era miembro vitalicio.
- Fue Emérita de la Academia Mexicana de Arquitectura y miembro activo de la Academia Nacional de Arquitectura.
- Se le otorgó la distinción del Reconocimiento al Mérito Universitario de la UNAM en varias ocasiones, la última en diciembre de 2019, por sesenta años de labor académica.
- En marzo de 2021, la Facultad de Arquitectura de la Universidad Nacional Autónoma de México, renombra el teatro Carlos Lazo en su memoria a: Teatro Estefanía Chávez Barragán, gracias al impulso y tenacidad de las Mujeres Organizadas de la Facultad de Arquitectura, quienes propusieron el renombramiento de este espacio para hacer visible la trayectoria de la Dra. Estefanía Chávez.

## Publicaciones
Fue autora de 550 artículos, diversos ensayos, ponencias, conferencias, otras publicaciones y escribió 9 libros, dentro de los que destacan: 
- Urbanismo en ciudades medias y pequeñas. Metodología de planeación urbana operativa (1998)
- Los autores de la ciudad. Propuestas para mejorar la imagen urbana en un ámbito local (2013)
- Tetralogía para la planeación y el ordenamiento territorial y urbano en la alborada del siglo XXI (2014)[13]
- El sentido humano de la historia. Una aportación para la revaloración del patrimonio (2016)[14][15]
- La Participación ciudadana y las mejores prácticas en la planeación y el ordenamiento urbano con perspectiva de género.

De igual manera, fue compiladora y promotora de la publicación Mujeres en Xochimilco.